# Drunk in Love
«Drunk in Love» (с англ. — «Пьяна и влюблена») — песня, записанная американской певицей и автором песен Бейонсе с участием её мужа, американского рэпера Jay-Z. Дуэт сочинил эту песню в соавторстве с Дре Муном, Расулом Диасом, Брайаном Соко, Тимбалэндом и J-Roc для одноимённого пятого студийного альбома Beyoncé 2013 года. Columbia Records выпустила «Drunk in Love» в качестве одного из двух ведущих синглов Бейонсе 17 декабря 2013 года. В песне преобладали трэп-биты и басы. Текст, который изображают женскую сексуальность, исполняется Бейонсе чувственно и уверенно.
Многие музыкальные критики назвали её продолжением песни Бейонсе и Jay-Z «Crazy in Love». Сингл занял второе место в американском чарте Billboard Hot 100, проведя восемь недель в первой десятке. Он также вошел в первую десятку во Франции, Ирландии, Новой Зеландии и Великобритании. На 57-й церемонии «Грэмми» песня победила в номинациях «Лучшая R&B песня» и «Лучшее R&B исполнение».
Музыкальное видео песни было снято режиссёром, Хайпом Уильямсом в черно-белом цвете в Голден-Бич, штат Флорида, в особняке на берегу моря. Бейонсе и Jay-Z исполнили песню на 56-й ежегодной премии Грэмми. Позже она была добавлена в сет-листы второго европейского этапа мирового турне Бейонсе The Mrs Carter Show в 2013 году и совместного тура пары On the Run в 2014 году. Были созданы многочисленные ремиксы и кавер-версии песни. Музыкальное видео получило приз за лучшую совместную работу и было номинировано на премию MTV Video Music Awards 2014 года в номинации «Видео года».

## Концепция
Песня была написана Бейонсе и Jay-Z в конце 2012 года. Она была записана в Jungle City Studios и в Oven Studios в Нью-Йорке. Detail Продюсер, Ноэль Фишер, использовал бит, названный Drunk, который был создан им под вдохновением от различных ситуаций, связанных с воздействием алкоголя. Бейонсе добавила недостающие детали. Позже она и Jay-Z наложили свои стихи на музыку, а Тимбалэнд добавил клавишные.
Позже Бейонсе призналась:
У нас просто была вечеринка. Это было так здорово, потому что речь шла не о каком-то эго, мы не пытались сделать хит-альбом [...- мы просто развлекались...и я думаю, что вы можете услышать это в записи.
«Drunk in Love» была включена в одноимённый пятый студийный альбом Бейонсе Beyoncé, который был выпущен в iTunes Store без предварительной рекламы. После выхода альбома Billboard сообщил, что «Drunk in Love» будет запущена исключительно на Urban contemporary радио в США.
В песне можно услышать басы, ударные, синтезаторы, струны, щелчки пальцев и значительное количество трэп-биты. Здесь также присутствуют элементы хип-хопа. Написанный в тональности A♭ мажор, трек содержит умеренно медленный темп 70 ударов в минуту, а также следует аккордовой прогрессии Fm—B♭m—E♭—A♭. Вокал Бейонсе и Джей-Зи варьируется от D3 до E♭5. Многие современные критики рассматривали Drunk in Love как продолжение сотрудничества Бейонсе с Jay-Z в 2003 году песни «Crazy in Love».
В соответствии с главной темой Бейонсе, песня отражает женскую сексуальность. Бейонсе демонстрирует свои отношения через вокальные интонации, которые были описаны критиками как нахальные. Её вокальное исполнение в песне было описано как разговорное и наполовину спетое, передающее спонтанность и правдивость. На заднем плане слышны арабские мотивы.

## Критика
Микаэль Вуд из газеты Los Angeles Times писал, что Бейонсе демонстрирует похабные выходки в песне. Роб Шеффилд из Rolling Stone назвал песню лучшей в альбоме, отметив их превосходный дуэт. Джон Долан из той же публикации также выбрал её лучшей из альбома, сравнив с «Crazy in Love».
Джоди Розен из Vulture, назвал песню привлекательной и одной из лучших совместных произведений дуэта на протяжении всей их карьеры. Он пришел к выводу, что рэп Jay-Z в песне глуп, но не смущает. Ник Катуччи из Entertainment Weekly назвал рэп Бейонсе в песне агрессивным и отметил, что Drunk in Love — одна из немногих песен альбома, которая демонстрирует масштабный перебор во всем. Китти Эмпайр из The Observer писала, что в песне Drunk in Love Бейонсе похотливо читает рэп и строит глазки своему мужу.

## Чарты
| Чарт (2013-14)                           | Позиция |
| ---------------------------------------- | ------- |
| Australia (ARIA)                         | 22      |
| Australia Urban (ARIA)                   | 5       |
| Belgium (Ultratop 50 Flanders)           | 13      |
| Belgium (Ultratop Flanders Urban)        | 4       |
| Belgium (Ultratop 50 Wallonia)           | 23      |
| Канада (Billboard Canadian Hot 100)      | 23      |
| Канада (Billboard CHR/Top 40)            | 15      |
| Канада (Billboard Hot AC)                | 42      |
| Чехия (Rádio — Top 100)                  | 83      |
| Denmark (Tracklisten)                    | 15      |
| Europe (Euro Digital Songs)              | 8       |
| Finland (The Official Finnish Charts)    | 19      |
| France (SNEP)                            | 9       |
| Германия (GfK)                           | 70      |
| Greece (T4C)                             | 3       |
| Ирландия (IRMA)                          | 10      |
| Israel (Media Forest)                    | 4       |
| Italy (FIMI)                             | 100     |
| Japan (Billboard Japan Hot 100)          | 92      |
| Lebanon (Lebanese Top 20)                | 5       |
| Netherlands (Mega Single Top 100)        | 39      |
| New Zealand (Recorded Music NZ)          | 7       |
| Portugal Digital Songs (Billboard)       | 9       |
| Romania (Airplay 100)                    | 75      |
| Scotland (Official Charts Company)       | 13      |
| Словакия (Rádio — Top 100)               | 46      |
| ЮАР (EMA)                                | 1       |
| South Korea International Singles (Gaon) | 25      |
| Sweden (Sverigetopplistan)               | 16      |
| Switzerland (Schweizer Hitparade)        | 40      |
| Великобритания (OCC UK Singles)          | 9       |
| UK R&B (Official Charts Company)         | 3       |
| США (Billboard Hot 100)                  | 2       |
| США (Billboard Dance Club Songs)         | 12      |
| США (Billboard Hot R&B/Hip-Hop Songs)    | 1       |
| США (Billboard Pop Airplay)              | 13      |
| США (Billboard Rhythmic)                 | 1       |

| Чарт (2014)                                       | Позиция |
| ------------------------------------------------- | ------- |
| US Bubbling Under R&B/Hip-Hop Singles (Billboard) | 5       |

| Чарт (2014)                          | Позиция |
| ------------------------------------ | ------- |
| Australia Urban (ARIA)               | 24      |
| Belgium (Ultratop Flanders)          | 72      |
| Belgium (Ultratop Flanders Urban)    | 13      |
| Belgium (Ultratop Wallonia)          | 77      |
| Canada (Canadian Hot 100)            | 93      |
| France (SNEP)                        | 47      |
| Sweden (Sverigetopplistan)           | 86      |
| UK Singles (Official Charts Company) | 57      |
| US Billboard Hot 100                 | 35      |
| US Hot R&B/Hip-Hop Songs (Billboard) | 7       |
| US Rhythmic (Billboard)              | 15      |

| Чарт (2015)            | Позиция |
| ---------------------- | ------- |
| Australia Urban (ARIA) | 43      |

| Чарт (2016)                              | Позиция |
| ---------------------------------------- | ------- |
| Belgian Catalog Singles Chart (Wallonia) | 99      |

## Сертификации
| Регион | Сертификация  | Продажи   |
| --- | ------------- | --------- |
| Австралия (ARIA) | 3× Платиновый | 210 000   |
| Канада (Music Canada) | 4× Платиновый | 320 000   |
| Германия (BVMI) | Золотой       | 150 000   |
| Италия (FIMI) | Золотой       | 25 000    |
| Новая Зеландия (RMNZ) | Золотой       | 7500*     |
| Португалия (AFP) | Золотой       | 10 000    |
| Великобритания (BPI) | 2× Платиновый | 1 200 000 |
| США (RIAA) | 6× Платиновый | 6 000 000 |
| Стриминг |               |           |
| Дания (IFPI Danmark) | Платиновый    | 2 600 000 |
| * Данные о продажах приведены только на основе сертификации. · Данные о продажах + прослушиваниях приведены только на основе сертификации. · Данные только о прослушиваниях приведены на основе сертификации. |               |           |